# Houston (Colombie-Britannique)
Houston (prononcé en anglais : /ˈhjus.tən/) est une ville forestière, minière et touristique dans la Bulkley Valley (en) de l'intérieur de la Colombie-Britannique, au Canada. Au recensement de 2016, sa population était de 2 993 habitants. La ville est connue comme steelhead capital (« capital de la truite arc-en-ciel ») et elle possède la plus grande canne à pêche pour pêche à la mouche du monde. L'industrie du tourisme de Houston est principalement basée sur l'écotourisme et Steelhead Park, situé le long de l'Autoroute 16. Houston est nommée en l'honneur du pionnier journaliste John Houston.

## Démographie
| 2001  | 2006  | 2011  | 2016  |
| ----- | ----- | ----- | ----- |
| 3 577 | 3 163 | 3 147 | 2 993 |